# TuS Schwientochlowitz
Der Turn- und Sportverein Schwientochlowitz e. V. war ein oberschlesischer Sportverein aus Schwientochlowitz, der unter dem Namen Sportverein 1913 Schwientochlowitz (kurz: SV 1913 Schwientochlowitz) 1913 als deutscher Sportverein gegründet wurde.

## Geschichte

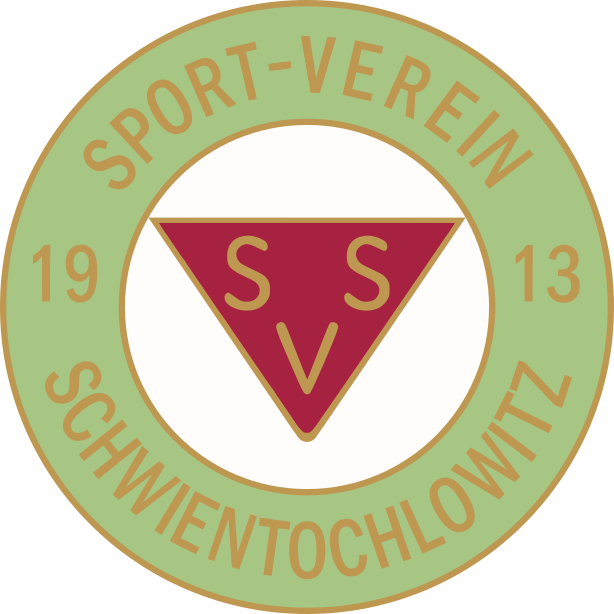
Logo des SV 1913

Der Verein wurde 1913 als SV 1913 Schwientochlowitz gegründet und gehörte dem Südostdeutschen Fußball-Verband an.
Mit der Teilung Oberschlesiens im Juni 1922 fiel Schwientochlowitz an Polen.
Am 13. Juli 1922 wurde die SV 1913 Schwientochlowitz als einer von 43 deutschen Vereinen im polnischen Ostoberschlesien Mitglied des an diesem Tag in Ostoberschlesien neugegründeten deutschen Wojewodschaft Fußballverbandes.
1923 setzten die polnischen Behörden die Fusion von SV 1913 Schwientochlowitz mit dem polnischen Verein Śląsk Świętochłowice durch.
Nach der Annexion des Gebietes durch die Deutschen 1939 wurde wieder die deutsche Bezeichnung SV 1913 Schwientochlowitz verwendet.
Am 21. November 1939 fand im Deutschen Haus zu Schwientochlowitz die Gründungsversammlung des Turn- und Sportvereins 1891 Schwientochlowitz statt. Der große Saal war mit Turnern und Sportlern aus der Ortschaft Schwientochlowitz-Eintrachthütte überfüllt.
Für ihn traten in der Gauliga Schlesien auch die bisherigen polnischen Nationalspieler Walter Brom und Ewald Cebulla an, die die deutsche Volksliste unterzeichnet hatten.
In der Saison 1940/41 gelang der Aufstieg in die Gauliga Schlesien, eine der damals sechzehn höchsten deutschen Spielklassen.
1941 zählten die Blau-Weißen zu den Gründungsmitgliedern der Gauliga Oberschlesien, in der man ununterbrochen von 1941 bis 1945 mit nur mäßigem Erfolg spielte.
Nach Ende des Zweiten Weltkrieges wurde die Stadt Schwientochlowitz polnisch und der Verein TuS 1891 Schwientochlowitz wurde aufgelöst.